# Heliozona lianga
Heliozona lianga là một loài bướm đêm thuộc phân họ Arctiinae, họ Erebidae.